# Patalom
Patalom es un pueblo ubicado en el distrito de Kaposvár, en el condado de Somogy, Hungría.

## Superficie
Posee una superficie de 6,680 kilómetros cuadrados.

## Demografía
Hasta 2019 la población era de 304 habitantes, con una densidad de población de 45,51 habitantes por kilómetro cuadrado.